# Caravino
Caravino est une commune de la ville métropolitaine de Turin dans le Piémont en Italie.

## Administration
| Période                                  | Période  | Identité              | Étiquette | Qualité |
| ---------------------------------------- | -------- | --------------------- | --------- | ------- |
| 5 avril 2005                             | En cours | Clara Angela Pasquale |           |         |
| Les données manquantes sont à compléter. |          |                       |           |         |

### Communes limitrophes
Albiano d'Ivrea, Azeglio, Strambino, Settimo Rottaro, Vestignè, Cossano Canavese, Borgomasino